# Tenneco
Tenneco, Inc. ist ein US-amerikanisches Zulieferunternehmen der Automobilindustrie. Es produziert insbesondere Stoßdämpfungs- und Abgasregelsysteme (unter anderem Katalysatoren, Dieselrußpartikelfilter), sowie Elastomere für Kraftfahrzeuge aller Art. Tenneco operiert sowohl im Erstausrüstungs- als auch im Aftermarket-Geschäft. Beliefert werden praktisch alle großen Fahrzeughersteller. 
Der Hauptsitz des multinationalen Konzerns liegt in Lake Forest (Illinois) in der Nähe von Chicago, die Europazentrale in Brüssel, Belgien. Zu Tenneco gehören insgesamt etwa 80 Fabrikationsstandorte in 24 Ländern, angesiedelt vor allem in Nordamerika, Europa, Australien und Asien. Der Standort in Sint-Truiden ist der größte Stoßdämpferproduzent Europas. Die Stoßdämpfer werden unter dem Markennamen Monroe angeboten. Im polnischen Gliwice wurde 2017 ein neuer Produktionsstandort eröffnet.
Der Umsatz von Tenneco lag 2015 bei 8,2 Milliarden US-Dollar. Von 1999 bis 2022 war Tenneco an der New Yorker Wertpapierbörse notiert; nach der Übernahme durch Apollo Global Management wurde Tenneco von der Börse genommen.

## Geschichte
Das Unternehmen entstand 1943 als Tennessee-Abteilung der Cumberland Corporation, ursprünglich für den Bau einer Gaspipeline von Texas nach West Virginia. Der Mutterkonzern Tenneco International Inc. war neben den Geschäftsfeldern Erdgas, Energie, Verpackung und Schiffbau (siehe Newport News Shipbuilding) auch im Sektor Automobilzulieferer aktiv. Tenneco International war zum Beispiel ab 1967 Mehrheits- bzw. Volleigner des Land- und Baumaschinenherstellers Case Corporation, in die wiederum zu dieser Zeit mehrere andere Unternehmen der Branche (u. a. David Brown, International Harvester) eingegliedert wurden. 1991 wurden die einzelnen Geschäftsbereiche zu eigenständigen Unternehmen unter dem Dach der Holding (Automobilzulieferer, Schiffsbau, Verpackungsindustrie, Landwirtschaftsmaschinen, Gastransport, chemische Industrie). In der Folge wurde bis 1997 das gesamte Unternehmen reorganisiert und außer dem Bereich Automobilzulieferer alle anderen Tochtergesellschaften veräußert oder verselbständigt. 2005 erfolgte die Umbenennung von „Tenneco Automotive“ in „Tenneco Inc“. Zum 1. Oktober 2018 übernahm Tenneco das Unternehmen Federal-Mogul vollständig.

## Deutsche Werke
Das Unternehmen unterhält elf Werke in Deutschland. Diese befinden sich in Dresden, Rastatt, Edenkoben, Hannover, Glinde, Nürnberg, Ingolstadt, Friedberg, Saarlouis, Wiesbaden, Burscheid, Stadtallendorf, Herdorf, Blumberg (Schwarzwald) und Zwickau.

## Kontroversen
Während der Russischen Invasion in der Ukraine 2022 kamen Berichte ans Licht, dass Tenneco es versäumt hatte, sich anderen „internationalen“ (hauptsächlich westlichen) Unternehmen anzuschließen, die den russischen Markt verlassen hatten. Eine Untersuchung der Yale University, die am 28. April 2022 aktualisiert wurde und die Reaktionen von Unternehmen auf die russische Invasion identifizierte, stellte Tenneco in die schlechteste Kategorie „Graben ein“, was bedeutet, dass es den Aufforderungen zum Rückzug widersprach: Unternehmen, die den Aufforderungen zur Beendigung bzw. Reduzierung ihrer Aktivitäten nicht nachkamen.